# Forte de São Domingos de Ende
O Forte de São Domingos de Ende, também referida como Fortaleza de Ende, localiza-se na ilha de Ende, no arquipélago das Pequenas Ilhas da Sonda, na província de Sonda Oriental, na Indonésia.
A partir da ação missionária desenvolvida desde meados do século XVI na região, os núcleos cristãos multiplicam-se nas ilhas vizinhas a Solor, pelo que, em 1595, os dominicanos, liderados por frei Simão Pacheco, apoiados pela Coroa portuguesa, erguem uma segunda fortificação, agora na ilha de Ende, para proteger os cristãos locais dos ataques islâmicos a partir de Java.
O projeto desta pequena fortificação era semelhante ao da anterior, o Forte de Nossa Senhora da Piedade de Solor, tendo sido executado por cristãos de Larantuka na ilha das Flores, sob a direção do próprio frei Simão Pacheco.
O primeiro comandante da Forte de Ende foi o capitão Pero Carvalhais.
Entretanto, em 1599, o Forte de Ende foi tomado e destruído pelos javaneses. Acredita-se que tenha sido prontamente reconstruída e que tenha subsistido à tomada de Solor pelas forças da Companhia Neerlandesa das Índias Orientais (VOC) em 1613.
No interior de seus muros foi erguida a igreja de São Domingos. As populações convertidas ao cristianismo agrupavam-se em três aldeias em torno do forte: Numbas, vizinha ao forte; Currolalas, à esquerda, onde se erguia a igreja de Santa Catarina de Sena; e Charaboro, à direita, com a igreja de Santa Maria Madalena.
Em nossos dias, as ruínas do forte encontram-se praticamente desaparecidas, subsistindo apenas uma parede e traços das fundações. As antigas pedras de coral foram reaproveitadas pela população para a construção de moradias na vila vizinha de Kemo.